# Cyphon thailandicus
Cyphon thailandicus es una especie de coleóptero de la familia Scirtidae.

## Distribución geográfica
Habita en Tailandia.